# Yibi
Yibi est une localité située dans le département d'Arbollé de la province du Passoré dans la région Nord au Burkina Faso.

## Géographie
Yibi est situé à 7 km au sud-est d'Arbollé, le chef-lieu du département, à 5 km à l'ouest de Natenga, et à environ 35 km au sud-est de Yako. La commune est traversée par la route nationale 2 allant vers le nord-ouest du pays.

## Santé et éducation
Le centre de soins le plus proche de Yibi est le centre de santé et de promotion sociale (CSPS) de Natenga (dans le département voisin de Niou) tandis que le centre médical avec antenne chirurgicale (CMA) de la province se trouve à Yako.